# Hold Me Tight (film 1920)
Hold Me Tight è un cortometraggio muto del 1920 diretto da Slim Summerville.

## Produzione
Il film fu prodotto dalla Sunshine Comedies (Fox Film Corporation).

## Distribuzione
Distribuito dalla Fox Film Corporation, il film - un cortometraggio in due bobine - uscì nelle sale cinematografiche statunitensi l'8 novembre 1920.